# فرودگاه بین‌المللی آرتورو میچلنا
فرودگاه بین‌المللی آرتورو میچلنا (به انگلیسی: Arturo Michelena International Airport) یک فرودگاه همگانی با کد یاتا VLN است که یک باند فرود آسفالت دارد و طول باند آن ۳۰۰۰ متر است. این فرودگاه در کشور ونزوئلا قرار دارد و در ارتفاع ۴۳۰ متری از سطح دریا واقع شده‌است.

## شرکت‌های هواپیمایی و مقصدهای پروازی
| شرکت‌های هواپیمایی | مقصدهای پروازی |
| ----------------- | --- |
| Aeropostal        | دل کریبی سانتیاگو «مارینو» |
| آروبا ایرلاینز    | کویین بیاتریکس |
| Aserca Airlines   | ژنرال خوزه آنتونیو آنسوآتگی، لا چینیتا، منیول کارلووس پیار گوایانا                                                                             |
| اویور ایرلاینز    | کویین بیاتریکس، ژنرال خوزه آنتونیو آنسوآتگی، ال دورادو، سیمون بولیوار، هاتو، خورخه چاوز، خوزه ماریا کوردوا، توکومن، منیول کارلووس پیار گوایانا |
| کوپا ایرلاینز     | توکومن |
| Insel Air         | فصلی: هاتو |
| Laser Airlines    | کویین بیاتریکس، دل کریبی سانتیاگو «مارینو» |
| Turpial Airlines  | توکومن |

### Cargo airlines
ABSA Cargo Airline,
ای‌بی‌ایکس ایر,
اطلس ایر,
Avianca Cargo,
Cielos del Peru,
Conviexpress,
دی‌اچ‌ال اوییشن,
فدکس,
کالیتا ایر,
KF Cargo,
LAN Cargo,
Southern Air,
Solar Cargo,
Vensecar Internacional